# 维尔拉尼克韦什德
维尔拉尼克韦什德，是匈牙利巴兰尼亚州所辖的一个村。总面积7.49平方公里，总人口284，人口密度37.9人/平方公里（2011年1月1日）。